# ولفجرد
ولفجرد (به لاتین: Velfjord) یک منطقهٔ مسکونی در نروژ است که در نوردلند واقع شده‌است.

## خصوصیات
ولفجرد ۶۰۰ کیلومترمربع مساحت دارد.